# Matilda (film, 2022)
Pour les articles homonymes, voir Matilda.
« Matilda, la comédie musicale » redirige ici. Pour le spectacle, voir Matilda, the Musical.
Pour plus de détails, voir Fiche technique et Distribution.
Matilda, la comédie musicale (Roald Dahl's Matilda the Musical) est un film musical fantastique réalisé par Matthew Warchus et sorti en 2022. Le scénario de Dennis Kelly est inspiré du roman pour enfants du même nom de 1988 de Roald Dahl et l'adaptation musicale du livre en 2010. Il s’agit également de la deuxième adaptation cinématographique du roman, après Matilda (1996) de Danny DeVito.
Matilda est présenté en avant-première au festival du film de Londres le 5 octobre 2022. Il connait une sortie limitée en salles dans certains pays avant sa diffusion mondiale sur Netflix.

## Synopsis
Matilda Verdebois (Wormwood en VO), une petite fille extraordinaire, a une imagination débordante et est une grande lectrice, amie avec la bibliothécaire ambulante Mme Phelps, qui l'aide à s'évader de sa famille, qui la néglige car ils voulaient un garçon.
Avec le support de Mlle Jennifer Candy, elle ose prendre position pour changer son histoire avec des résultats miraculeux, que ce soit dans sa famille ou bien à l'école Lamy-Noir, qui vit sous le joug de Agatha Legourdin.

## Fiche technique
Sauf indication contraire, les informations mentionnées dans cette section peuvent être confirmées par les bases de données cinématographiques IMDb et Allociné,  présentes dans la section « Liens externes ».
- Titre français complet : Matilda, la comédie musicale
- Titre original complet : Roald Dahl's Matilda the Musical
- Réalisation : Matthew Warchus
- Scénario : Dennis Kelly, d'après le roman Matilda de Roald Dahl et la comédie musicale Matilda the Musical
- Musique : Tim Minchin
- Montage : Melanie Olivier
- Direction artistique : Meg Jones, Célestria et Alice Suton
- Décors : Anna Lynch, Robinson
- Costumes : Rob Howell
- Chorégraphie : Ellen Kane
- Production : Tim Bevan, Eric Fellner, Jon Finn et Luke Kelly
- Sociétés de production : Working Title Films, Netflix et TriStar
- Sociétés de distribution : Netflix (monde), Sony Pictures Releasing (Royaume-Uni)
- Pays de production :  Royaume-Uni,  États-Unis
- Langue originale : anglais
- Genres : comédie dramatique musicale, fantastique
- Dates de sortie[4] :
  - Royaume-Uni : 5 octobre 2022 (festival de Londres) ; 25 novembre 2022 (sortie nationale)
  - États-Unis : 9 décembre 2022 (sortie limitée)
  - Monde : 25 décembre 2022 (sur Netflix)

## Distribution
- Alisha Weir (VF : Sasha Cortella ; VQ : Lily Rose Régnier) : Matilda Verdebois (Matilda Wormwood en VO)
- Lashana Lynch (VF : Déborah Claude (dialogues) ; Leslie Bahanzin, aka Beehann (chants) ; VQ : Éveline Gélinas) : Mlle Jennifer Candy (Jennifer Honey en VO)
- Emma Thompson (VF : Frédérique Tirmont (dialogues) ; Isabelle Ferron (chants)) : Mlle Agatha Legourdin (Agatha Trunchbull en VO)
- Stephen Graham (VF : Laurent Maurel ; VQ : Martin Watier) : M. Verdebois
- Andrea Riseborough (VF : Angèle Humeau) : Mme Verdebois
- Sindhu Vee (en) : Mme Phelps
- Carl Spencer (VF : Jean-Michel Vaubien) : Magnus l'escapologiste
- Lauren Alexandra : l'acrobate
- Meesha Garbett : Hortensia
- Winter Jarrett-Glasspool : Amanda Thripp
- Charlie Hondson-Prior (VF : Simon Faliu) : Bruce Boufetout (Bruce Bogtrotter en VO)
- Rei Yamauchi Fulker : Lavande Miel (Lavender en VO)

Version française réalisée par Dubbing Brothers
- Direction artistique : Claire Guyot[5]

## Production

### Développement
Le 15 novembre 2013, il est annoncé que Matthew Warchus et Dennis Kelly, respectivement réalisateur et scénariste de la comédie musicale Matilda the Musical, elle-même basée sur le roman Matilda de Roald Dahl, vont travailler sur une adaptation cinématographique. En juin 2016, le compositeur Tim Minchin confirme le projet et déclare qu'il « sera probablement fait dans les 4 ou 5 prochaines années ». Mara Wilson, qui a joué dans l’adaptation du roman de Danny DeVito en 1996, a exprimé son intérêt pour faire une apparition dans le film. Le 27 novembre 2018, Netflix révèle vouloir adapter Matilda en série d'animation liée à d'autres œuvres de Roald Dahl tels que Le Bon Gros Géant, Les Deux Gredins ou encore Charlie et la Chocolaterie.
En novembre 2019, Danny DeVito déclare qu’il « a toujours voulu » développer une suite à Matilda, ajoutant qu’une suite potentielle pourrait mettre en vedette le propre enfant de Matilda, Wilson ayant grandi après la sortie du film. Le 28 janvier 2020, il a été rapporté que Working Title Films produira le film, tandis que Netflix le distribuera. Sony Pictures Releasing, qui a déjà distribué le film de 1996 à travers sa bannière TriStar, le distribuera au cinéma et vidéo à la demande notamment au Royaume-Uni,. Il est également confirmé que Matthew Warchus et Dennis Kelly sont toujours impliqués dans le projet. Ellen Kane, qui a travaillé avec le chorégraphe Peter Darling (en) sur la production scénique, participera aux chorégraphies du film.

### Distribution des rôles
Le 4 mai 2020, Ralph Fiennes est annoncé pour jouer l'antagoniste le nom de M. Trunchbull (dans la version musicale le personnage a été féminin ou masculin). Le 14 janvier 2021, il a été annoncé qu'Emma Thompson jouera finalement le personnage à la place. Lashana Lynch est alors envisagée pour incarner Miss Honey alors qu'Alisha Weir est évoquée pour le rôle-titre.
En avril 2021, Stephen Graham, Andrea Riseborough et Sindhu Vee (en) rejoignent la distribution dans les rôles respectifs de M. Wormwood, Mme Wormwood et Mme Phelps.

### Tournage
Le tournage devait initialement avoir lieu entre août et décembre 2020 aux studios de Shepperton, mais a été reporté au printemps 2021 en raison de la pandémie de COVID-19. Les prises de vues débutent finalement le 3 mai 2021 en Irlande. Le tournage se déroule notamment à Dublin ainsi qu'en Angleterre : dans le Bedfordshire (à Dunstable et son zoo de Whipsnade) ou encore le Hampshire (Bramshill House).

### Musique
Le 15 novembre 2013, Tim Minchin, qui a déjà écrit des chansons pour la comédie musicale, était en pourparlers pour créer de nouvelles chansons pour le film, et en 2020, cela lui a été confirmé.

## Sortie et promotion
Matilda the Musical sort en salle au Royaume-Uni par Sony Pictures Releasing sous sa bannière TriStar Pictures, le 2 décembre 2022. Le film sort aux États-Unis et à l’international sur le service de streaming Netflix à la même date. Sony Pictures distribue également le communiqué de presse du film au Royaume-Uni.
La bande-annonce du film est sortie le 15 juin 2022.